# Steppenheiden-Spannereule
Die Steppenheiden-Spannereule (Pechipogo plumigeralis, Syn.: Herminia crinalis) ist ein Schmetterling (Nachtfalter) aus der Familie der Eulenfalter (Erebidae).

## Merkmale

### Falter
Die Flügelspannweite der Falter beträgt etwa 24 bis 30 Millimeter. Die Grundfarbe der Vorderflügel variiert von braun bis zu rotbraun. Der Apex ist spitz. Ring- und Nierenmakel sind klein und dunkel gefüllt. Äußere und innere Querlinie sind gezähnt und heben sich dunkel hervor. Die dunkle, relativ gerade Wellenlinie ist gelblich angelegt und setzt sich auf den graubraunen Hinterflügeln fort. Der Saugrüssel der Falter ist gut entwickelt, die Fühler der Männchen sind gekämmt. Auffällig sind die sehr langen Palpen. Die Vorderbeine der Männchen sind buschig behaart. Von diesem Merkmal leitet sich auch der wissenschaftliche Name der Art ab: lateinisch plumiger = „gefiedert“ mit kategorisierendem Suffix -alis.

### Raupe
Erwachsene Raupen haben eine bräunliche Färbung, sind verwaschen rötlich gerieselt und mit einer dunklen Rückenlinie sowie schmalen Nebenrückenlinien versehen. An den Seiten der einzelnen Segmente befinden sich dunkle Schrägstriche sowie in den Einschnitten viereckige, weiße Flecke.

## Geographische Verbreitung und Lebensraum
Die Steppenheiden-Spannereule ist in Nordwestafrika sowie Süd- und Mitteleuropa lokal verbreitet. Richtung Osten reicht das Vorkommen bis nach Zentralasien. In den Südtälern der Alpen steigt sie bis in Höhen von 1200 Metern. Die Tiere sind auf Steppenheiden und Ödländereien sowie an warmen Hängen anzutreffen.

## Lebensweise
Die Falter fliegen in klimatisch günstigen Gebieten in zwei Generationen, die erste von Mai bis Juli und die zweite von August bis Oktober. Sie besuchen Köder und künstliche Lichtquellen. Als Nahrungspflanzen der polyphag lebenden Raupen dienen beispielsweise Rosen- (Rosa), Färberröten- (Rubia) oder Efeuarten (Hedera) sowie Besenginster (Cytisus scoparius).

## Gefährdung
Die Steppenheiden-Spannereule ist in Deutschland nicht heimisch, ist in einigen Gegenden verschollen und wird gemäß der Roten Liste gefährdeter Arten als Irrgast angesehen. Ältere Angaben aus Baden-Württemberg beruhen höchstwahrscheinlich auf Fehlbestimmungen.